# Jennifer Carpenter
Jennifer Lean Carpenter (Louisville, 7 de diciembre de 1979) es una actriz estadounidense.

## Biografía

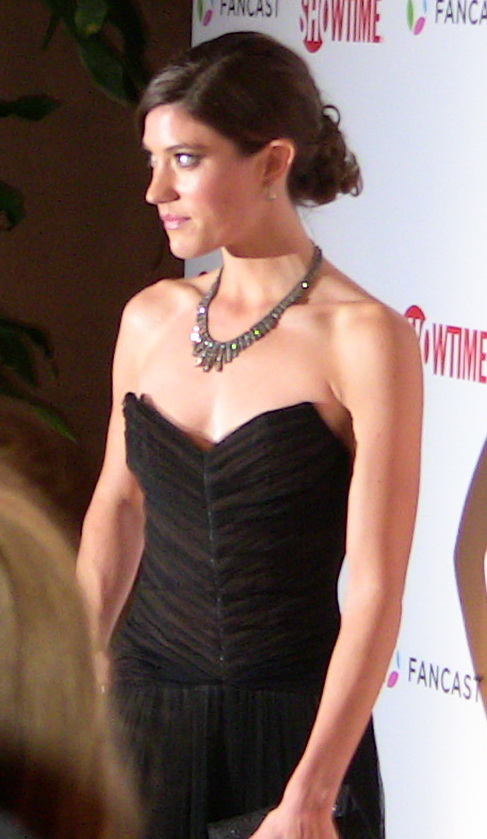
Jennifer Carpenter en los Premios Globo de Oro de 2009.

Graduada en la academia Sagrado Corazón, estudió posteriormente en el conservatorio Walden Theatre (Louisville) y en la Juilliard School. Antes de graduarse participó en la reaparición de Las brujas de Salem en Broadway junto a Liam Neeson y Laura Linney. Entre sus muchos papeles, destaca el de Debra Morgan en Dexter (Showtime). Ha sido premiada con el MTV Movie Award como Mejor actriz en actuación de terror por su papel en El exorcismo de Emily Rose (2005), además de recibir el Hollywood Life Breakthrough Award.

### Vida privada
En 2007, unos meses después de empezar a filmar la serie de televisión Dexter (cuyas ocho temporadas se filmaron entre el 1 de octubre de 2006 y el 22 de septiembre de 2013) comenzó a salir con su coprotagonista, el actor Michael C. Hall (1971-), quien representaba a su hermano asesino serial.
En la víspera de Año Nuevo de 2008 se casaron en secreto en California y en enero de 2009 aparecieron públicamente juntos por primera vez como matrimonio en la 66.ª edición de los Globos de Oro.
Dos años después, en diciembre de 2010, Hall y Carpenter emitieron un comunicado en el que anunciaban que habían solicitado el divorcio, alegando diferencias irreconciliables, tras haber estado separados «durante algún tiempo». El divorcio finalizó en diciembre de 2011.
El 10 de febrero de 2015, se anunció que Carpenter y el músico Seth Avett (1980-) estaban comprometidos y esperando su primer hijo. En agosto de 2015, se reveló que Carpenter había dado a luz a su hijo en mayo y admitió que estaba embarazada de ocho meses y medio cuando rodaba el episodio piloto de Limitless. Carpenter y Avett se casaron en mayo de 2016.

## Filmografía

### Televisión
| Año       | Serie             | Personaje      |
| --------- | ----------------- | -------------- |
| 2021-2022 | Dexter: New Blood | Debra Morgan   |
| 2019      | The Enemy Within  | Erica Shepherd |
| 2015-2016 | Limitless         | Rebecca Harris |
| 2006-2013 | Dexter            | Debra Morgan   |

### Películas
| Año  | Película                                         | Personaje            |
| ---- | ------------------------------------------------ | -------------------- |
| 2021 | A Mouthful of Air                                | Lucy                 |
| 2021 | Mortal Kombat Leyendas: La batalla de los reinos | Sonya Blade          |
| 2020 | Mortal Kombat Legends: La venganza de Scorpion   | Sonya Blade          |
| 2019 | Dragged Across Concrete                          | Kelly Summer         |
| 2017 | Brawl in Cell Block 99                           | Lauren Thomas        |
| 2012 | Gone                                             | Sharon Ames          |
| 2011 | La fábrica                                       | Kelsey Walker        |
| 2011 | Seeking Justice                                  | Trudy                |
| 2010 | Venganza Letal                                   | Nan Porterman        |
| 2008 | Quarantine                                       | Angela Vidal         |
| 2007 | Battle in Seattle                                | Samantha             |
| 2006 | The Dog Problem                                  | Camarera pelirroja   |
| 2005 | El exorcismo de Emily Rose                       | Emily Rose           |
| 2005 | Lethal Eviction                                  | Sarah, Tessi, Beth   |
| 2005 | Queen B                                          | Kristen              |
| 2005 | Last Days of America                             | -                    |
| 2004 | ¿Y dónde están las rubias?                       | Lisa                 |
| 2004 | D.E.B.S.                                         | Estudiante histérica |
| 2003 | Ash Tuesday                                      | Samantha             |
| 2002 | People Are Dead                                  | -                    |
| 2000 | Bring it On                                      | Muchacha             |